# Zsigmond Márta
Zsigmond Márta, Komlósi Jenőné (1930 – Miskolc, 2010. október 1.) ifjúsági és közéleti újságíró, "a divatújságírás nagyasszonyának" is nevezik, a Világ Ifjúsága főszerkesztő-helyettese, az Ez a Divat és a Pesti Divat – Pesti Sport magazinok főszerkesztője. Az első magyarországi magán médiaiskola egyik alapítója, tévés forgatókönyvíró is volt. Komlósi Gábor újságíró édesanyja.

## Élete
Eredetileg vidéki tanítónő volt. Az 1970–80-as években az Ez a Divat, a Lapkiadó Vállalat mellék főszerkesztősége havonta megjelenő divatlapjának a főszerkesztője volt. Az egyetlen párton kívüli főszerkesztő volt a szocializmusban. A legjobb fotósokkal, újságírókkal, szupermodellekkel, képszerkesztővel dolgozott együtt. Munkássága idején nemzetközi színvonalú lappá fejlesztette az Ez a Divat havilapot. 
Zsigmond Márta az Ez a Divatot szerény brosúrából európai színvonalú színes magazinná fejlesztette, nem véletlenül nevezték "a divatújságírás nagyasszonyának". 
Az 1970-es, 1980-as években Zsigmond Márta volt a havilap főszerkesztője. Akkoriban a magyar sajtó tele volt bélyeg nagyságú fotókkal. Zsigmond Márta belátta, hogy egy divatlapban akkor jó a kép, ha az olvasó rögtön látja rajta, hogy mi a mondanivalója. Emiatt az Ez a Divatban mindig sokkal több kép szerepelt, mint bárhol máshol a magyar sajtóban. Az Ez a Divat még az igazi képes hetilapként indított Képes 7-nél is nagyobb arányban közölt fotókat.
Az újságírókkal is együtt dolgoztak. Divatfotóst vagy divatújságírót nem képeztek sehol, mégis az újságban olyan képsorozat jelent meg, amelyik hat kolumnát, hasábot is kitett. Ez páratlanul nagy fotóesszének számított.
Tudósított például 1975-ben a Trogirban megrendezett sokszínű  divatfesztiválról, ahol például párizsi, moszkvai, londoni, malmői és mexikói kreációk mutatkoztak be, ahol Magyarországot Dombrády Éva és Lajkovits Ági, utóbbi a második helyezett lett, manökenek képviselték, de a MODEFEST nemzetközi divatfesztiválról is, (Hvar) 1976., ahol  Lantos Piroska szintén a második helyezést érte el. Képes beszámolóval jelentkezett Lengyel Miklós fotóművész az eseményekről.
Zsigmond Márta 1989 körül visszavonult, a rendszerváltáskor Medgyessy Ildikó lett a lap főszerkesztője.
Az első magyarországi magán-médiaiskola, a Komlósi Oktatási Stúdió egyik alapítója volt. 57 éven át publikált, 70 évesen még önálló műsora volt a televízióban.
Róla nevezték el a Zsigmond Márta-médiadíjat, melyet a 20. századi magyar divat „koronázatlan királynője” emlékére alapítottak. Pataki Ági modell is tagja volt a zsűrijének, kuratóriumának. 
Bel- és külpolitikai újságíróként interjúkat, riportokat készített tudósokkal, híres emberekkel, színészekkel, énekesekkel, és televíziós forgatókönyveket írt. Közben a fiatalokról sem feledkezett meg: a Pajtás újság levelezője, majd riportere lett, később pedig a Világ Ifjúsága főszerkesztő-helyettese, és a Pesti Divat – Pesti Sport magazin főszerkesztőjeként is dolgozott.

## Művei
- Zsigmond Márta (szerkesztő): Ez a Divat 1975. év, Athenaeum Nyomda, 1975
- Zsigmond Márta (szerkesztő), Fotózta Fábri Péter: Ez a Divat Évkönyv '79, Lapkiadó Vállalat (Budapest), 1979
- Zsigmond Márta (szerkesztő), Fotózta Danis Barna, Dozvald János, Fábri Péter, Lengyel Miklós, Módos Gábor, Rózsavölgyi Gyöngyi: Ez a Divat Évkönyv '77, Lapkiadó Vállalat (Budapest), 1977